# Маркова трапеза
Скалното светилище „Маркова трапеза“ се намира в местността Остър камък, край село Чокоба, област Сливен.

## Описание и особености
Стените на най-източната скала при светилището са изсечени отвесно, на върха на която е оформена т.нар. „Маркова трапеза“, с издълбан в скалата жертвеник – образуван от вписването на два правоъгълника един в друг. На североизток от оформената с жертвеник площадка, на по-ниско ниво на скалата, са изсечени две „щерни“.
При мегалитния жертвеник се наблюдават изсичания под формата на ями и улеи, които според народните вярвания са следи от кучето, гегата и солницата на Крали Марко. В съседство се намират и т.нар. „стъпки“ на героя – обикновено пълни с дъждовна вода, която се стича по улеи от трапезата. На това място преди обичая Бунец момите от Чокоба излизат да се измият с вода от „стъпките на Крали Марко“, както и да завържат червен конец на шипковия храст в съседство. На мястото според народните култово-обредни практики водят младите булки от селото, както и снахите, които идват от други села, за да се умият с вода от стъпките и завържат червен конец на храста. Според проф. Васил Марков и в двата случаи се наблюдават следи от обреди на преход, свързани с мегалитното светилище.